# Crimen sollicitationis
Crimen sollicitationis (dobesedno slovensko Zločin nagovarjanja (k spolnim odnosom)) je navodilo, ki ga je izdelala Kongregacija za nauk vere leta 1962.
Navodilo, ki ga je napisal kardinal Alfredo Ottaviani in odobril papež Janez XXIII., govori, kako naj škofje ravnajo v primerih, ko so duhovniki obtoženi pedofilije in zoofilije.